# Буківцьово
Буківцьо́во — село в Україні, з 2020 року увійшло до Дубриницько-Малоберезнянської сільської громади в Ужгородському районі (до адміністративно-територіальної реформи 2020 року у Великоберезнянському районі) Закарпатської області.

## Назва
Колишня назва — Буківцеве. Очевидно, село отримало назву від урочища Букова або Буковець. Виникло набагато раніше, ніж з'явилася письмова згадка про нього.
Перша згадка у 1582 році як Bukóc.
1768 — Bukócz, 1773- Bukocz, 1800 — Alsó Bukócz, Felső Bukócz, 1808 — Bukócz, Bukowec, Bukowce, 1851-Bukócz, 1913 — Ungbükkös, 1925 — Bukovec, Bukoc, Bukocova, 1930 — Bukovcová, 1944 — Ungbukóc, 1983 — Буківцеве, Буковцево, 1995 — Буківцьово.

## Географічні дані
Населення 235 осіб (станом на 2001 рік). Село розташоване у басейні річки Люта, її лівої притоки Бачави. Крайнє південно-східне село Лемківщини.

## Історія
Засноване шолтесом та переселенцями в другій половині XVI століття.
Згідно з джерелами, що зберігаються в Угорському національному архіві, в 1631 році у селі налічувалися два шолтеських, два залежних і 20 желярських домогосподарств. У другій половині XVII — на початку XVIII століття Буківцьово поповнюється кількома шолтеськими і залежними господарствами.

## Населення
Згідно з переписом УРСР 1989 року чисельність наявного населення села становила 367 осіб, з яких 182 чоловіки та 185 жінок.
За переписом населення України 2001 року в селі мешкало 227 осіб. 100 % населення вказало своєю рідною мовою українську мову.

## Пам'ятки

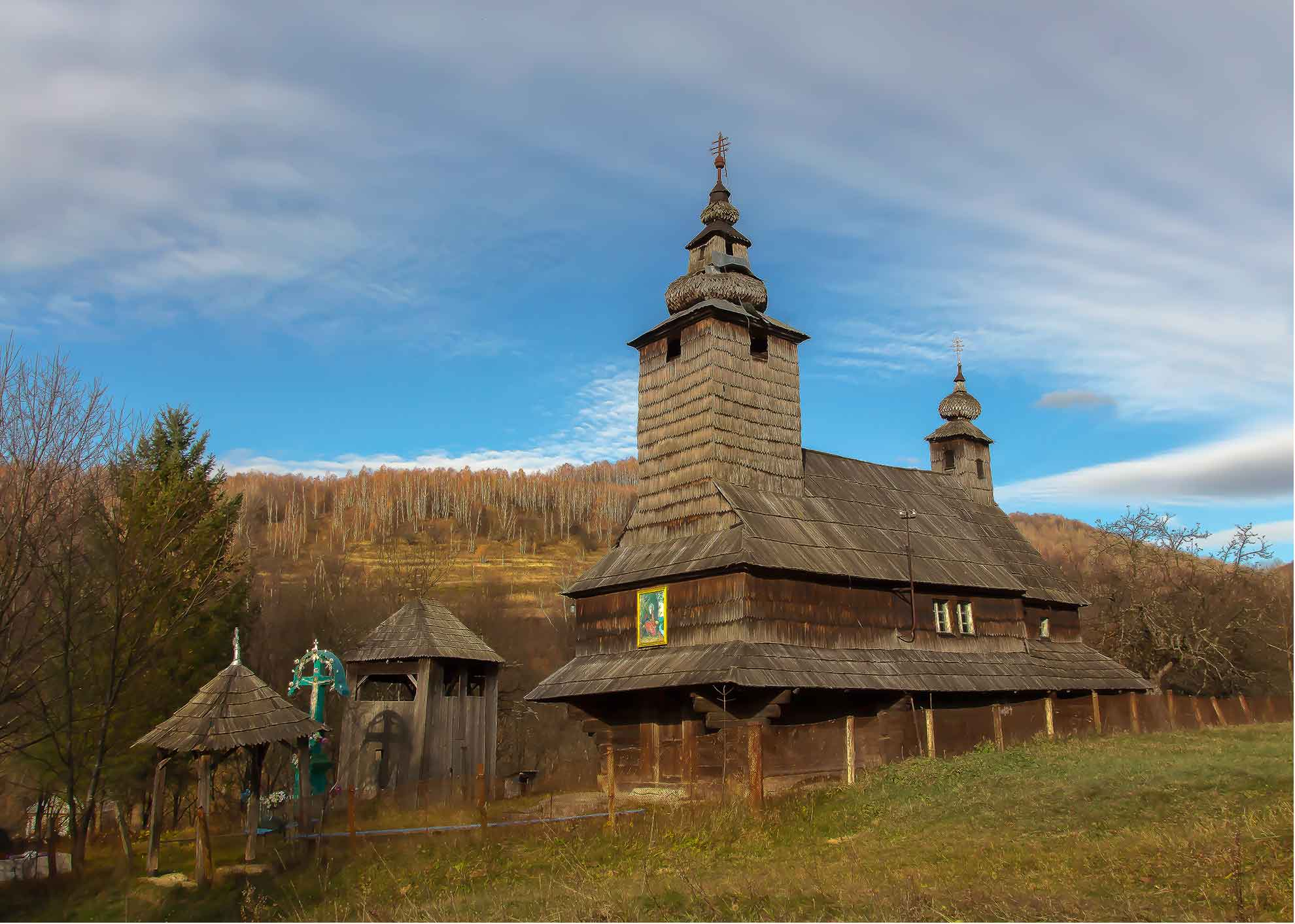
Церква св. Анни

У селі збереглася пам'ятка дерев'яної архітектури — церква св. Анни, яка належить до церков барокового стилю.
Дерев'яна церква на високому схилі в центрі села належить до кращих закарпатських церков барокового стилю, хоч первісно була збудована в бойківському стилі з трьома заломними верхами. З того часу лишилися зруби стін та шатрові завершення нави й вівтаря, збудовані з ялини.
За написом на одвірку, в 1791 р. церкву переробив майстер Григорій Макарович: СЫЄ СЛУПЫ ЗРОБИЛ ГРИГОРИЙ МАКАРОВИЧЬ POKY БАГО AΨЧА (1791) ". Над бабинцем було встановлено високу каркасну башту, а заломи шатрів нави і вівтаря сховалися під стрімким двосхилим дахом. Всі три зруби опоясує широке опасання. Башту завершили типовим бароковим двоярусним завершенням. Над вівтарем, на гребені даху встановлено ліхтарик з главкою. Разом з дерев'яною дзвіницею та дерев'яною вхідною брамою церква утворює цілісний ансамбль чудових споруд. Збережено гарний іконостас XVIII ст.
У 1751 р. записано: «Церква: деревляна, шинґлями покрита, образи всі. Книги кромі Октоиха, Евангелія, писаного Требника ниякі не суть. Звон один, теперь поблагословений. Фелон один. Чашу теперь купили, яка теперь и благословена. Другими слабо снабжена. Посвящена св. Михаилу Архангелу, благословена от Архіпрезбитера Березницкого».
Діє Свято-Троїцький жіночий монастир, заснований у 2015 році.

## Туристичні місця
- пам'ятка дерев'яної архітектури — храм Св. Анни
- Свято-Троїцький жіночий монастир
- жіванські ями (печери)
- гора Перунка